# Ray Crawford (football)
Pour les articles homonymes, voir Ray Crawford.
Raymond Crawford (né le 13 juillet 1936 à Portsmouth) est un footballeur anglais.

## Carrière

### Club
Crawford commence sa carrière dans le club de sa ville natale du Portsmouth FC. Il fait ses débuts en championnat le 24 août 1957 lors d'un nul contre Burnley. Il joue 19 matchs avec le club avant de rejoindre le club d'Ipswich Town en août 1958.
Buteur prolifique, il aide Ipswich à remporter la Second Division en 1959/60 et la First Division en 1961/62. Lors de sa dernière saison, il est le meilleur buteur de la Division One avec Derek Kevan du West Bromwich Albion avec 33 buts. C'est à cette époque qu'il joue son premier match avec l'équipe d'Angleterre, devenant le premier joueur d'Ipswich Town à être capé pour l'Angleterre.
Il est vendu aux Wolves en septembre 1963 où il inscrit 41 buts en 61 matchs, avant de rejoindre les rivaux de West Brom en janvier 1965. Il ne retrouvera pas sa forme d'antan et retournera à Ipswich en mars 1965, où il jouera trois saisons, quittant le club avec 259 buts au total toutes compétitions.
Il rejoint Charlton en mars 1969, avant de rejoindre Kettering Town. Il signe ensuite à Colchester United en juin 1970 pour £3 000, et inscrit lors de sa seule saison au club 24 buts 45 matchs. Il inscrit notamment deux buts lors de la victoire 3-2 contre Leeds United au cinquième tour de la FA Cup en 1971.
Crawford quitte ensuite l'Angleterre pour Durban en Afrique du Sud, avec un total de 289 buts en 476 matchs de Football League. En Afrique du Sud, il remporte la coupe et finit deuxième du championnat.
Il devient ensuite entraîneur des jeunes de Brighton en 1972 mais quitte le club l'année suivante après l'arrivée de Brian Clough. Il entraîne ensuite les jeunes de son club de cœur, Portsmouth jusqu'en 1979 où il entraîne ensuite Fareham Town avant de se retirer du football en 1984.
En 2007, il publie son autobiographie, intitulée Curse of the Jungle Boy.

### International
La carrière internationale de Crawford est très brève, ne jouant que deux matchs. Il fait ses débuts internationaux lors d'un match contre l'Irlande du Nord le 22 novembre 1961, puis joue son deuxième match contre l'Autriche le 4 avril 1962, où il ouvre le score (victoire 3-1).

## Palmarès
Ipswich Town FC
- Champion du Championnat d'Angleterre de football (1) :
  - 1962.
- Meilleur buteur du Championnat d'Angleterre de football (1) :
  - 1962: 33 buts.
- Champion du Championnat d'Angleterre de football D2 (2) :
  - 1961 & 1968.
- Meilleur buteur du Championnat d'Angleterre de football D2 (1) :
  - 1961: ? buts.